# Strathmore Business School
Strathmore Business School (SBS) és l'escola de negocis de la Universitat de Strathmore. Amb seu a Nairobi, Kenya, ofereix Màster en administració d'empreses i altres programes de postgrau, així com programes de formació executiva. Es va iniciar el 2005 a través d'una col·laboració entre la Strathmore University i l'IESE. Com a part de la Universitat Strathmore, és una institució privada sense ànim de lucre i una obra corporativa de l'Opus Dei, una prelatura personal de l'Església catòlica. Va ser la primera escola de negocis verda a l'Àfrica.

## Història
El 2005, Strathmore University va establir un conveni amb l'IESE Business School, creant la Strathmore Business School. La nova escola de negocis va iniciar el seu primer programa l'11 de gener del 2006 amb George Njenga com a degà, oferint el programa de gestió avançada. El seu programa MBA per a directius es va llançar el 2007. Va obrir fent classes a la biblioteca de la universitat i a instal·lacions de conferències d'hotels a Nairobi. El 2009 es va iniciar la construcció d'un nou campus, que va començar a funcionar el 2012. L'edifici va ser dissenyat per tenir una petjada de carboni molt baixa, rebent un guardó, el 2012, per ser el Millor Desenvolupament de la Construcció Verda a Àfrica.
Ha rebut diverses distincions. El 2014 va ser considerada la primera escola de negocis d'Àfrica a Kenya per Eduniversal i Webometria.
L'escola forma part de l'Associació d'escoles de negocis africans (AABS), l'Associació per avançar a les escoles col·legials de negocis (AACSB), la Fundació Europea per al Desenvolupament de la Gestió (EFMD), la Xarxa de Business School Global (GBSN) i l'Associació Acadèmica Africana per a l'Emprenedoria (AAAE).
Entre els seus alumnes destacats hi ha l'advocat i executiu de Johnson & Johnson Iddah Asin i l'enginyera civil i estructural Sheila Mwarangu.